# 다미아노 피피
다미아노 피피(이탈리아어: Damiano Pippi, 1971년 8월 23일~)는 이탈리아의 은퇴한 배구 선수로 포지션은 리베로이다. 선수 활동 경력을 전부 이탈리아 리그에서 보냈으며, 리그 우승 2회, 코파 이탈리아 우승 1회, 수페르코파 이탈리아나 우승 1회를 달성했으며, 챔피언스리그 우승 1회를 기록했다.
국제 대회에서 이탈리아 배구 국가대표팀의 일원으로 활약했으며, 1994년 세계 선수권 대회와 1995년 배구 월드컵에서 우승했고, 2004년 하계 올림픽에서 은메달을 획득했다.